# If a Picture Tells a Story
If a Picture Tells a Story è un cortometraggio muto del 1924 scritto e diretto da Gaston Quiribet.

## Produzione
Il film fu prodotto dalla Hepworth.

## Distribuzione
Distribuito dalla Novello-Atlas, il film - un cortometraggio in una bobina - uscì nelle sale cinematografiche britanniche nell'ottobre 1924.